# Raba (Tessaoua)
Raba (auch: Rabah, Réba) ist ein Dorf in der Stadtgemeinde Tessaoua in Niger.

## Geographie
Das von einem traditionellen Ortsvorsteher (chef traditionnel) geleitete Dorf befindet sich rund vier Kilometer nordwestlich des urbanen Zentrums von Tessaoua, der Hauptstadt des gleichnamigen Departements Tessaoua in der Region Maradi.
Raba ist Teil der Übergangszone zwischen Sahel und Sudan. Die durchschnittliche jährliche Niederschlagsmenge beträgt hier zwischen 400 und 500 mm.

## Geschichte
Der britische Reiseschriftsteller A. Henry Savage Landor, der Raba am 23. September 1906 im Rahmen seiner zwölfmonatigen Afrika-Durchquerung besuchte, beschrieb das Dorf als von ausgedehnten Hirsefeldern umgeben.

## Bevölkerung
Bei der Volkszählung 2012 hatte Raba 538 Einwohner, die in 65 Haushalten lebten. Bei der Volkszählung 2001 betrug die Einwohnerzahl 461 in 59 Haushalten und bei der Volkszählung 1988 belief sich die Einwohnerzahl auf 379 in 46 Haushalten.
Die Bevölkerungsdichte in diesem Gebiet ist für nigrische Verhältnisse hoch.

## Wirtschaft und Infrastruktur
Das Gebiet der Ebenen im südlichen Teil der Region Maradi, in dem Raba liegt, ist von einer anhaltenden Degradation der ackerbaulichen Flächen gekennzeichnet, die mit der hohen Bevölkerungsdichte in Zusammenhang steht. Es gibt eine Schule im Dorf. Bei Raba verläuft die 129,6 Kilometer lange Nationalstraße 37 zwischen Kornaka und dem urbanen Zentrum von Tessaoua. Es handelt sich in diesem Abschnitt um eine moderne Erdstraße.